# Е̃
Е̃ е̃（帶波浪號的Ye；斜體：Е̃ е̃）是一個西里爾字母。在大多數的字型下，這個字母與拉丁字母Ẽ ẽ都非常相似。
這個字母被使用於奇納魯格語，其代表的音值為鼻化的半閉前不圓唇元音或半開前不圓唇元音/ẽ~ɛ̃/。